# Michel Otañez
Michel Otañez (La Mata, República Dominicana, 3 de julio de 1997), es un jugador profesional dominicano de béisbol que se desempeña en la posición de lanzador en Athletics, equipo de las Grandes Ligas de Béisbol (MLB).

## Carrera
En 2024, Otañez hizo su debut en la MLB con el equipo Athletics, donde lleva jugando una temporada.